# Alina Böhm
Pour les articles homonymes, voir Böhm.
Alina Böhm, née le 14 juin 1998 à Böbingen an der Rems, est une judokate allemande qui évolue depuis 2021 dans la catégorie des -78 kg (poids mi-lourds).

## Carrière sportive
En 2015, Böhm remporte la médaille d'or aux Championnats d'Europe cadets à Sofia. Un mois plus tard, elle perd en finale contre la Croate Karla Prodan en finale des Championnats du monde cadets. En 2019, Böhm remporte une médaille de bronze aux Championnats d'Europe U23. Début 2020, elle remporte son premier titre de championne d'Allemagne dans la catégorie de poids des moins de 70 kg (poids moyens).
Après une pause forcée due à la pandémie de COVID-19, Böhm atteint la finale du Grand Chelem à Abu Dhabi en novembre 2021 dans sa nouvelle catégorie de poids et s'incline face à la Britannique Emma Reid. En février 2022, elle atteint une autre finale du Grand Chelem lors du tournoi de Tel Aviv (he) et perd contre la Polonaise Beata Pacut. Le 1er mai 2022, Böhm remporte la médaille d'or aux championnats d'Europe à Sofia, en battant par la Néerlandaise Guusje Steenhuis. Lors des championnats du monde de 2022, elle fait partie de l'équipe qui remporte la médaille de bronze dans l'épreuve par équipe mixte ; en individuel, elle s'incline en demi-finale face à Mayra Aguiar puis perd en repêchage contre la Polonaise Beata Pacut-Kloczko.
L'année suivante, Alina Böhm conserve son titre continental lors des championnats du monde de 2023 à Montpellier.
En juillet 2025, elle pose pour Playboy Allemagne.

## Palmarès

### Compétitions internationales
| Année | Compétition           | Lieu        | Résultat | Catégorie         |
| ----- | --------------------- | ----------- | -------- | ----------------- |
| 2022  | Championnats d'Europe | Sofia       | 1re      | Moins de 78 kg    |
| 2022  | Championnats du monde | Tachkent    | 3e       | Par équipes mixte |
| 2023  | Championnats d'Europe | Montpellier | 1re      | Moins de 78 kg    |
| 2024  | Championnats d'Europe | Zagreb      | 3e       | Moins de 78 kg    |

### Masters mondial, Tournois Grand Chelem et Grand Prix
| Année | Compétition  | Lieu        | Résultat | Catégorie      |
| ----- | ------------ | ----------- | -------- | -------------- |
| 2021  | Grand Chelem | Abou Dabi   | 2e       | Moins de 78 kg |
| 2022  | Grand Chelem | Tel Aviv    | 2e       | Moins de 78 kg |
| 2022  | Grand Chelem | Oulan-Bator | 3e       | Moins de 78 kg |
| 2023  | Grand Chelem | Antalya     | 3e       | Moins de 78 kg |
| 2023  | Grand Prix   | Zagreb      | 3e       | Moins de 78 kg |
| 2023  | Grand Chelem | Abou Dabi   | 3e       | Moins de 78 kg |
| 2023  | Grand Prix   | Perth       | 3e       | Moins de 78 kg |
| 2024  | Grand Chelem | Tbilissi    | 3e       | Moins de 78 kg |
| 2024  | Grand Chelem | Antalya     | 2e       | Moins de 78 kg |
| 2024  | Grand Chelem | Douchanbé   | 2e       | Moins de 78 kg |